# Friedrich Krinzinger
Friedrich Krinzinger (* 6. August 1940 in Sipbachzell, Oberösterreich) ist ein österreichischer Klassischer Archäologe.
Nach seiner Matura am Stiftsgymnasium Kremsmünster im Jahr 1958 studierte Friedrich Krinzinger in Innsbruck und Wien. Ab 1971 führte er Grabungen in der süditalienischen Stadt Elea durch, seit 1983 ist er Grabungsleiter. 1989 bis 2008 war er Universitätsprofessor an der Universität Wien. Er ist wirkliches Mitglied der philosophisch-historischen Klasse der Österreichischen Akademie der Wissenschaften (ÖAW). Im Jahr 1994 wurde er Leiter der Forschungsstelle Archäologie der ÖAW, später Direktor des Instituts für Kulturgeschichte der Antike der ÖAW. Von 1994 bis 2006 war er Direktor des Österreichischen Archäologischen Instituts, in dieser Funktion auch von 1998 bis Jahresende 2007 Grabungsleiter in Ephesos.
Krinzinger ist mit der Galeristin und Kunsthändlerin Ursula Krinzinger verheiratet.